# Pismo o sodelovanju moških in žensk
Pismo o sodelovanju moških in žensk (izvirno nemško Schreiben an die Bischöfe der katolischen Kirche über die Zusammenarbeit von Mann und Frau in der Kirche und in der Welt) je pismo, ki ga je napisala Kongregacija za nauk vere leta 2004.
V zbirki Cerkveni dokumenti je to delo izšlo leta 2004 kot 107. cerkveni dokument (kratica CD 107).